# Piotrowicz (herb szlachecki)
Piotrowicz – nazwa kilku polskich herbów szlacheckich.

## Opis herbu
W polu błękitnym – pod krzyżem złotym takiż półksiężyc z taką samą sześciopromienną gwiazdą między rogami. Nad hełmem w koronie – trzy pióra strusie: złote między błękitnymi. Labry błękitne podbite złotem.
Ostrowski wzmiankuje też (na podstawie Niesieckiego) inny wariant tego herbu:
W polu błękitnym – nad złotym półksiężycem – krzyż złoty między trzema sześciopromiennymi gwiazdami. Nad hełmem w koronie – trzy pióra strusie. Labry.

## Najwcześniejsze wzmianki
Podług Ostrowskiego odmiana przysługiwała Piotrowiczom na Żmudzi w XVI stuleciu.

## Piotrowicz – herb z pieczęci z 1581

Herb z pieczęci J. Piotrowicza

## Opis herbu
W polu belka wsparta krokwią i zakończona skosem, zaś na końcu przekrzyżowana w krzyż skośny, barwy nieznane.

## Najwcześniejsze wzmianki
Pieczęć J. Piotrowicza z 1581.

## Herbowni
Piotrowicz.